# Stephen Curry (acteur)
Stephen Curry est un acteur et scénariste australien né le 26 mai 1974 à Melbourne.

## Filmographie

### Scénariste
- 1997 : Eric (9 épisodes)
- 2013 : The Time of Our Lives (11 épisodes)
- 2022 : Hatchback

### Acteur

#### Cinéma
- 1997 : Une maison de rêve : Dale Kerrigan
- 2000 : Cut : Rick Stephens
- 2000 : The Wog Boy : Nathan
- 2002 : The Nugget : Wookie
- 2003 : Take Away : Trev Spackneys
- 2003 : The Night We Called It a Day : Ferret
- 2004 : Thunderstruck : Ben
- 2007 : Solitaire : Simon
- 2011 : The Cup : Damien Oliver
- 2012 : Save Your Legs! : Ted
- 2016 : Love Hunters : John White
- 2020 : June Again : Devon
- 2021 : Lone Wolf : l'assistant commissaire
- 2022 : Thor: Love and Thunder : Roi Yakan

#### Télévision
- 1991 : Fast Forward : un adolescent (2 épisodes)
- 1992 : Late for School : Tim Hickey (13 épisodes)
- 1993-1998 : Les Voisins : Greg Bartlett et Ted Long (5 épisodes)
- 1995 : La Saga des McGregor : Harry Jarvis (1 épisode)
- 1997 : Frontline : Trev (6 épisodes)
- 1997 : Eric : plusieurs personnages (9 épisodes)
- 1999 : The Mick Molloy Show : plusieurs personnages (6 épisodes)
- 2000 : Sit Down, Shut Up : Stuart Mill (13 épisodes)
- 2001 : Changi : Eddie (6 épisodes)
- 2002 : Flipside : plusieurs personnages (8 épisodes)
- 2003 : Le Ranch des McLeod : Clayton Murdoch (1 épisode)
- 2004-2005 : The Secret Life of Us : Stuart Woodcock (20 épisodes)
- 2005-2007 : Mary Bryant (téléfilm) : Allen (3 épisodes)
- 2007 : Flynn Carson et les Nouveaux Aventuriers : Life Coach (2 épisodes)
- 2009 : :30 Seconds : McBanney (6 épisodes)
- 2012 : Rake : Alex Alford (1 épisode)
- 2013-2014 : The Time of Our Lives : Herb (21 épisodes)
- 2014 : Fat Tony and Co : Jim Coghlan (9 épisodes)
- 2015 : Hiding : John Pinder (8 épisodes)
- 2015 : Open Slather : plusieurs personnages (20 épisodes)
- 2018 : Pine Gap : Jacob Kitto (6 épisodes)
- 2019 : Mr Black : Mr Black (8 épisodes)
- 2020 : Drunk History : Gough Withlam (1 épisode)
- 2021 : Spreadsheet : Matt (6 épisodes)